# Шарлота фон Саксония-Майнинген
Мария Шарлота Амалия Ернестина Вилхелмина Филипина фон Саксония-Майнинген (на немски: Marie Charlotte Amalie Ernestine Wilhelmine Philippine von Sachsen-Meiningen; * 11 септември 1751, Франкфурт на Майн; † 25 април 1827, Генуа) от рода на Ернестински Ветини, е принцеса от Саксония-Майнинген и чрез женитба херцогиня на Саксония-Гота-Алтенбург.

## Живот
Тя е най-голямото дете на херцог Антон Улрих фон Саксония-Майнинген (1687 – 1763) и втората му съпруга Шарлота Амалия фон Хесен-Филипстал (1730 – 1801), дъщеря на ландграф Карл I фон Хесен-Филипстал и Каролина Кристина фон Саксония-Айзенах (1699 – 1743).
Шарлота се омъжва на 21 март 1769 г. в Майнинген за херцог Ернст II Лудвиг фон Саксония-Гота-Алтенбург (1745 – 1804), който през 1772 г. наследява баща си херцог Фридрих III. Херцогинята е, както нейния съпруг, меценат на астрономията. Тя смята помагащи табели за дворцовия астроном Франц Ксавер фон Цах, и си пише с водещите астрономи в света.
След смъртта на нейния съпруг тя има проблеми със сина си, наследникът Август. Шарлота напуска Гота с Цах. Тя живее в Айзенберг, след това в Марсилия и в Генуа, където умира на 25 април 1827 г. на 75 години.

## Деца
Шарлота и Ернст II Лудвиг имат четирима сина, от които само двама порастват:
- Ернст (1770 – 1779)
- Август (1772 – 1822), херцог на Саксония-Гота-Алтенбург (1804 – 1822), женен I. на 21 октомври 1797 за принцеса Луиза Шарлота фон Мекленбург-Шверин; II. на 24 април 1802 за принцеса Каролина Амалия фон Хесен-Касел
- Фридрих IV (1774 – 1825), херцог на Саксония-Гота-Алтенбург (1822 – 1825), неженен
- Лудвиг (1777)